# So (Sprache, Kamerun)
So (auch Fo, Shwo und Sso) ist eine Bantusprache und wird von circa 9000 Menschen in Kamerun gesprochen (Zensus 1992).
Sie ist im Département Nyong-et-Mfoumou in der Region Centre und vereinzelt im Département Haut-Nyong in der Region Est verbreitet.

## Klassifikation
So ist eine Nordwest-Bantusprache und gehört zur Makaa-Njem-Gruppe, die als Guthrie-Zone A80 klassifiziert wird.
Sie hat die Dialekte Melan So und Emvane So. Melan So ist von den Sprachen Beti, Ewondo und Bulu beeinflusst.